# Imaghdacene
Imaghdacene est un village de la commune d'Akfadou dans la région de Kabylie en Algérie.

## Géographie
1. Situé à la limite de la forêt d'Akfadou, à une altitude d'environ 1 200 m, il est le village le plus haut perché de la commune d'Akfadou.
2. La population du village est approximativement de 2 000 habitants, et l'émigration représente peut-être tout autant essentiellement dans les régions algériennes et en France.

## Histoire
Le village Imaghdacene a porté le nom du fondateur "maghdas" , ses quatre fils qui formaient les lignages de ce village (en kabyle iderma) qui portent leurs noms jusqu'à nos jours (brahem, moussa,  ouali,  Amara.).
Durant la Guerre d’Algérie, le village a payé un lourd tribut, avec plus de 78 maquisards morts au combat. Les villageois d'Imaghdacene participaient massivement à cette guerre, elle est devenue un refuge principal pour les maquisards ainsi que pour leurs familles après des bombardements massifs de l'armée française à Mezaouara et Ikedjane, d'autres familles de maquisards à Ilbaten, Rezag et d'autres villageois qui ont été forcés de quitter leurs villages pour rejoindre les maquis.
Le premier PC (poste de commandement) de la wilaya III .1954 à 1957.était à Imaghdacene dans la maison de Mohend Agoune avant qu'il soit déplacé dans la forêt d'Akfadou.
Le commandement de la Wilaya III, appelé "le PC d'Amirouche" était dans les montagnes d’Akfadou.